# Owe Lindeskär
Owe Lindeskär, född 30 september 1944, är en svensk predikant och författare i pingströrelsen.
Lindeskär utbildades på en månadslång bibelskola i Filadelfiaförsamlingen, Stockholm, dit han efter tjänster i bland annat Malmö och Vetlanda skulle återkomma år 1990 som dess fjärde föreståndare. Han avgick 1997 och fick en tjänst som resande förkunnare med stiftelsen Kerygma som bas.
Under perioden 2006 - 2009 var han vid sidan om sin resande tjänst även föreståndare i Centrumkyrkan i Mora. Han är (2015) pensionär men aktiv som talare och predikant.